# You Know I'm No Good
„You Know I'm No Good” este cel de-al doilea disc single extras de pe Back to Black (2006), cel de-al doilea album de studio al cântăreței britanice Amy Winehouse.

## Clasamente
| Clasamentul                | Cea mai înaltă poziție |
| -------------------------- | ---------------------- |
| Elveția                    | 7                      |
| Norvegia                   | 12                     |
| Franța                     | 17                     |
| Regatul Unit               | 18                     |
| Portugalia                 | 38                     |
| Irlanda                    | 39                     |
| România                    | 39                     |
| Spania                     | 48                     |
| Austria                    | 50                     |
| Canada                     | 54                     |
| Germania                   | 71                     |
| Statele Unite ale Americii | 77                     |